# 윤상호 (연출가)
윤상호(1968년 9월 18일 ~ )는 대한민국의 드라마감독이다.

## 경력사항
- 김종학 프로덕션 프로듀서
- 그룹에이트 프로듀서
- 아우라미디어프로듀서
- 빅토리콘텐츠프로듀서
- 와이유닛 대표 프로듀서

## 학력
- 고려대학교 통계학과 학사
- 뉴욕시립대학교 대학원 방송제작석사(MFA)

## 드라마
- 2007년  MBC 수목 대기획 《태왕사신기》 ... 공동연출

- 2008년  SBS 금요 드라마 《비천무》 ... 연출

- 2009년  MBC 주말 미니시리즈 《탐나는도다》 ... 연출

- 2011년  tvN 월화 미니시리즈 《버디버디》 ... 연출

- 2012년  TV조선 주말 연속극 《고봉실 아줌마 구하기》 ... 연출

- 2013년  네이버 TV 웹 드라마 《아직 헤어지지 않았기 때문에》 ... 연출

- 2014년  TV조선 금토 미니시리즈 《백년의 신부》 ... 연출

- 2015년 후난위성텔레비전 청춘진행중 《지인단신재일기》 ... 연출

- 2017년  SBS 드라마스페셜 《사임당, 빛의 일기》 ... 연출

- 2019년  MBC 토요 드라마 《이몽》 ... 연출

- 2020년  TV조선 주말 미니시리즈 《바람과 구름과 비》 ... 연출

- 2021년  KBS2 월화 미니시리즈 《달이 뜨는 강》 ... 연출

- 2022년  KBS2 수목 미니시리즈 《징크스의 연인》 ... 연출

- 2022년  KBS2 월화 미니시리즈 《커튼콜》 ... 연출
- 2024년 tvN 월화드라마 《가석방심사관이한신》

### 영화
| 연도   | 제목            | 담당   |
| ------ | --------------- | ------ |
| 2001년 | 《메이》        | (감독) |
| 2002년 | 《아 유 레디?》 | (감독) |